# Sheriff (Band)
Sheriff war eine kanadische Rockband der 1980er Jahre. Ihr größter Hit war When I’m with You, das erst bei seiner zweiten Singleveröffentlichung Im Jahr 1989, also vier Jahre nach der Auflösung der Band, zum Hit wurde.

## Geschichte
Sheriff gründete sich 1979 in Toronto (Kanada). Bandleader Arnold Lanni brach sein Studium ab, um Musik zu machen und komponierte When I’m with You für seine Freundin. 1982 veröffentlichte Sheriff ihr gleichnamiges Debütalbum bei Capitol Records. Ihre dritte Single, When I’m with You erreichte Platz 61 der Billboard Hot 100 in den USA.
Trotz Tourneen mit bekannten Bands wie den Beach Boys verdiente die Band wenig Geld mit ihrer Musik. So kam es zu internen Querelen, in deren Verlauf sich die Gruppe 1985 trennte. Arnold Lanni und Wolf Hassel bildeten die neue Gruppe Frozen Ghost. Freddy Curci und Steve de Marchi bildeten 1990 die Band Alias.
Ende 1988 begannen verschiedene Radiosender When I’m with You zu spielen. So kam es, dass Capitol Records im Februar 1989 das Lied erneut als Single auf den Markt brachte. Im Laufe des Jahres 1989 wurde die Single über 500.000 Mal in den USA verkauft, mit Gold ausgezeichnet und Nummer 1 in den USA.

## Diskografie

### Alben
- 1982: Sheriff (CA: Gold)[6]
- 1989: Sheriff (Neuauflage)

### Singles
- 1982: You Remind Me
- 1983: When I’m with You
- 1989: When I’m with You (Neuauflage, CA: Gold)

## Sonstiges
- When I’m with You wurde in der zweiten Staffel der Serie Cold Case – Kein Opfer ist je vergessen in Episode It’s Raining Men gespielt.
- 2001 wurde das Lied im Spielfilm Joe Dreck (Joe Dirt) von David Spade verwendet.